# Cerdistus lekesi
Cerdistus lekesi är en tvåvingeart som beskrevs av Moucha och Hradsky 1963. Cerdistus lekesi ingår i släktet Cerdistus och familjen rovflugor. Inga underarter finns listade i Catalogue of Life.